# コメリキャピタル
株式会社コメリキャピタルは、新潟県新潟市南区に本社を置くホームセンター運営企業、株式会社コメリの関連企業で、クレジットカード会社である。

## 概要
2002年4月に株式会社コメリのカード業務およびその付帯業務、損害保険募集代理店業務を行う子会社として設立された。
もともと株式会社ライフに委託していた「コメリカード」を2010年5月より自社発行とし、カード事業に本格的に参入した。ただし、全ての提携カードを自社発行に切り替えた訳ではなく、2011年7月現在でも日立キャピタルが発行するアグリカード、オリックスが発行するプロカード等がある。

## ハウスカード
アグリカード
収穫期払い等の農業従事者向けの特色を持つカード。2015年2月までは日立キャピタルとの提携で発行していたが、同年6月からは自社発行に切り替えている。
プロカード
オリックスが提携発行するカード。高額な決済、支払期日の先送りが可能で年会費、手数料共に無料である。小規模事業者向けに発行される。
ビジネスカード
ライフにより提携発行していたが新規募集を停止しており、2011年12月より自社発行を開始した。小規模法人向けハウスカードで通常のコメリカードと比較し、高額な決済が可能である等の特色を持つ。
官公庁カード
官公庁、公益法人向けのカード